# Neoseiulus carverae
Neoseiulus carverae är en spindeldjursart som först beskrevs av Schicha 1993.  Neoseiulus carverae ingår i släktet Neoseiulus och familjen Phytoseiidae. Inga underarter finns listade i Catalogue of Life.